# Război mondial
Prin război mondial se înțelege un război care implică mai multe state, mai ales mari puteri ale lumii, un conflict militar la care participă, direct sau indirect, numeroase state ale lumii, extins geografic pe mai multe continente și implicând utilizarea nelimitată a tuturor resurselor strategice disponibile, având drept consecințe schimbări la nivel internațional. 
În lumea academică, în sistemul de învățământ, cât și în mass-media, termenul este folosit pentru cele două mari războaie globale purtate între anii 1914-1918 și între anii 1939-1945 (Primul și al Doilea Război Mondial). Au existat antecedente ce corespund caracteristicilor unui război mondial, precum războiul de șapte ani sau războaiele napoleoniene. 

## Originea termenului
În Dicționarul englez Oxford este citat un pasaj dintr-un ziar scoțian "The People's Journal" dintr-o ediție din anul 1948: " Un război dus între marile puteri este acum în mod necesar un război mondial. "Termenul" război mondial "a fost folosit în 1850 de către Karl Marx și asociatul său, Friedrich Engels, pentru luptele de clasă din Franța. În 1889, a descris un episod din mitologia teutonică ca un "război mondial" (suedez: världskrig), justificând această descriere printr-o linie dintr-un poem epic vechi norvegian, "Völuspá: folcvig fyrst i heimi" ").   Scriitorul german August Wilhelm Otto Niemann a folosit termenul de "război mondial" în titlul romanului anti-britanic" Der Weltkrieg: Deutsche Träume "din 1904, publicat în limba engleză cu titlul "Cucerirea viitoare a Angliei".
În limba engleză, termenul de "primul război mondial" (First World War) a fost utilizat de Charles à Court Repington  ca un titlu pentru jurnalul sau de memorii publicat în 1920.
Termenul de "Primul Război Mondial"  a fost utilizat ulterior în revista Time, termenul de "Al Doilea Război Mondial"  fiind folosit pentru următorul război speculativ. 
Pe 4 septembrie, la o zi după ce Franța și Marea Britanie i-au declarat război Germaniei, pe prima pagină a  ziarului danez Kristeligt Dagblad  scria "Cel de-al Doilea Război Mondial a început ieri la ora 11 dimineață".
În limba engleză este folosit termenul  "world war", în franceză este tradus în guerre mondiale, în germană: Weltkrieg, în italiană: guerra mondiale, în spaniolă și portugheză: guerra mundial, iar în rusă: мировая война (mirovaya voyna.)

## Istoric
Majoritatea războaielor purtate în era pre-industrială au fost la nivel local, regional, continental și intercontinental. Conflicte militare precum Războiul de 30 de ani sau Războaiele Napoleoniene nu pot fi  catalogate ca războaie globale, ci ca  războaie regionale sau continentale, având în vedere că pentru un război purtat la scară mondială trebuie să fie implicate state de pe mai multe continente sau chiar de pe toată planetă. 
De asemenea, chiar dacă s-au implicat puteri europene ca Imperiul Britanic, Regatul Franței, Provinciile Unite și Regatul Spaniei, Războiul de Independență al Statelor Unite ale Americii este un război continental, bătăliile fiind purtate doar pe continentul american.  
Sunt istorici care au catalogat Războiul de Șapte Ani ca fiind primul război mondial sau ca războiul mondial 0. Acesta a fost desfășurat în Europa, America de Nord, America de Sud, Africa și Asia, avându-i drept combatanți puteri din două tabere: Imperiul Britanic, Regatul Prusiei, Regatul Portugaliei și Confederația Irocheză vs Regatul Franței, Sfântul Imperiu Roman, Imperiul Rus, Imperiul Spaniol, Imperiul Suedez și Imperiul Mughal. În urmă acestui război au rezultat peste 1 500 000 de victime. 
Însuși politicianul britanic Winston Churchill consideră Războiul de Șapte ani drept primul război global. 
Cu toate astea, războiul din anii 1914-1918 rămâne în continuare considerat  de către mediul academic și mass-media drept  primul război mondial. 

### Primul Război Mondial(1914-1918)

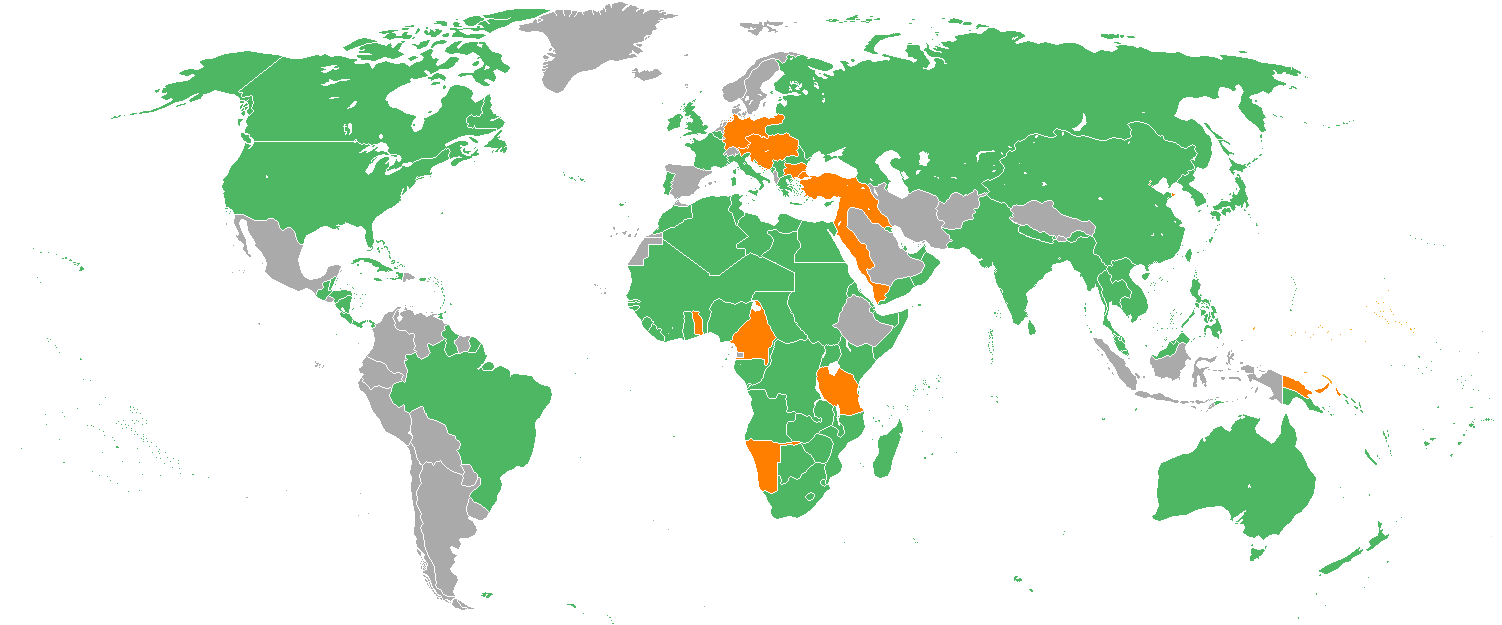
Harta Primului Razboi Mondial

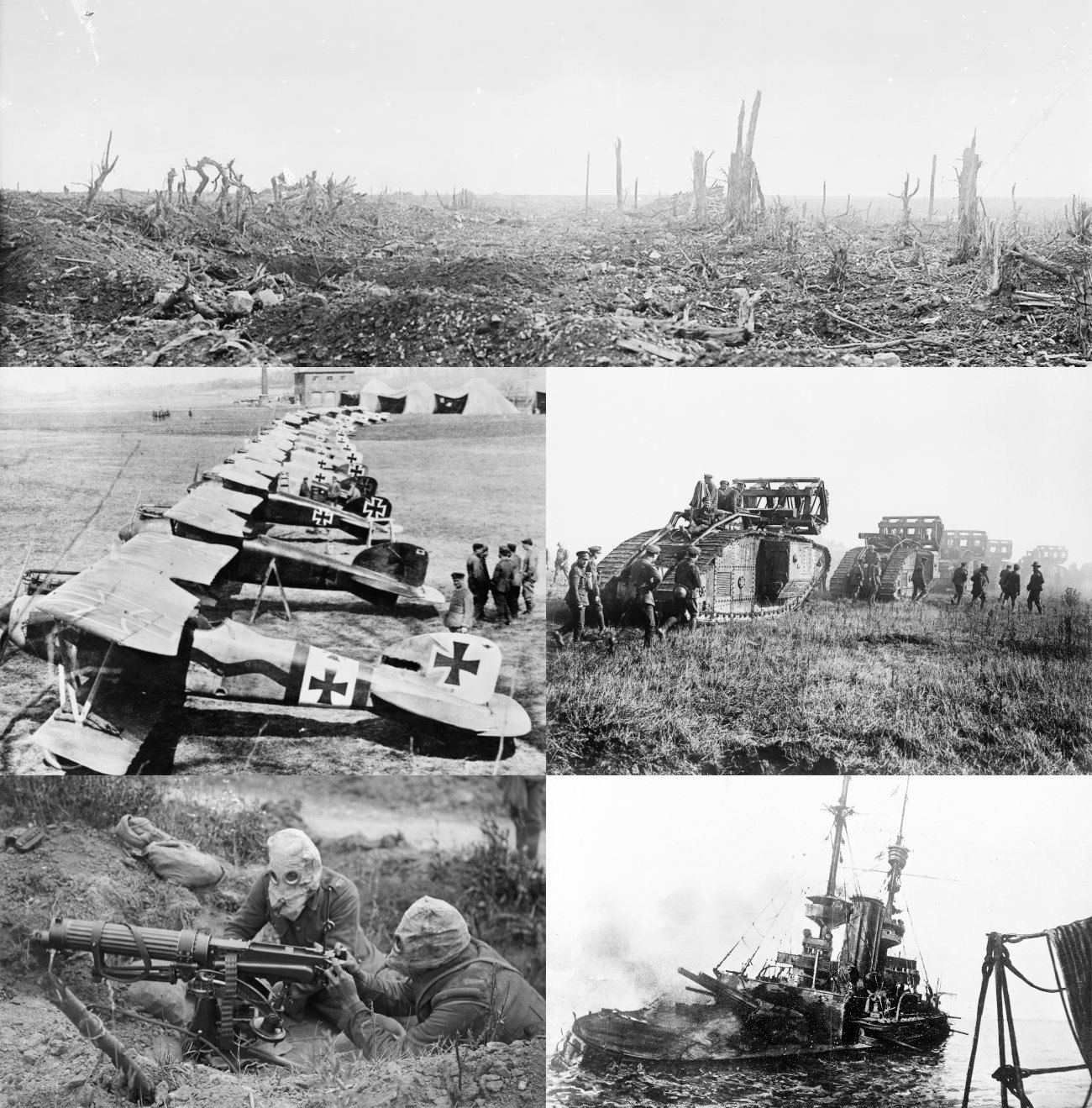
Colaj de poze din Primul Razboi Mondial

Primul Război Mondial a fost declanșat în 1914, fiind primul conflict militar desfășurat la scară globală. Cea de-a două revoluție industrială, accelerarea producției în masă și amploarea globalizării au extins conflictul inițial declanșat la nivel local  între Imperiul Austro-Ungar și Serbia la nivel continental prin intrarea Germaniei, Franței și Marii Britanii și în cele din urmă la nivel mondial prin intrarea Rusiei , Americii și al altor state extra-europene în confruntare. 
Războiul a fost desfășurat între două alianțe opuse create anterior -  Puterile Centrale și Antanta, fiecare putere participând la război din anumite motive ce țin de interese proprii, ce țineau fie de dobândire a supremației teritoriale, fie din motive de apărare strategică.  Austro-Ungaria caută să-și consolideze dominația teritorială în peninsula balcanică și Europa centrală, Imperiul Rus caută să-și extindă supremația spre Balcani prin intermediul mișcării panslaviste, Imperiul German concura cu Imperiul Britanic pentru poziția de superputere navală și deținerea coloniilor în Africa, simțindu-se amenințat totodată de tratatul de ajutor reciproc dintre Franța și Imperiul Rus ce îl înconjurau. Imperiul Britanic urmărea să-și asigure supremația globală, iar Franța avea frustrări privind pierderea unor teritorii în față Germaniei în războiul franco-prusac. 
America a intrat în război de partea Antantei din cauza agresivității germane ce-i amenință apărarea, iar intervenția acesteia  a dus la încheierea războiului. 
Au fost duse lupte în Europa Vestică, Europa estică, Europa balcanică, cât și în Asia, Insulele din Pacific, Oceanul Indian, Oceanul Atlantic, Africa, Orientul Mijlociu, dar și pe coastele continentelor americane, fiind implicate și coloniile imperiilor respective din toată lumea.
Au fost utilizate arme  și inovații militare de ultima generație:  mitraliere, avioane, tancuri, grenade, precum și arme chimice. Primul Război Mondial se caracterizează ca fiind un război static datorită sistemului de tranșee implementat în toată Europa. 
Războiul s-a încheiat în 1918 cu victoria Antantei și destrămarea a  patru mari imperii: Imperiul Otoman, Imperiul Austro-Ungar, Imperiul German și Imperiul Rus. În Rusia devastată de războiul civil și-a început ascensiunea noua ideologie a socialismului, luând naștere Uniunea Sovietică. 
Multe schimbări teritoriale au avut loc, fiind create noi națiuni autonome în Europa și Orientul Mijlociu, iar alte colonii ale fostelor imperii înfrânte fiind transferate imperiilor și națiunilor învingătoare. 
Pentru a preveni declanșarea unui alt război, națiunile învingătoare au pus bazele Ligii Națiunilor, dar care avea să se dovedească incapabilă și slabă. 

### Al Doilea Război Mondial(1939-1945)

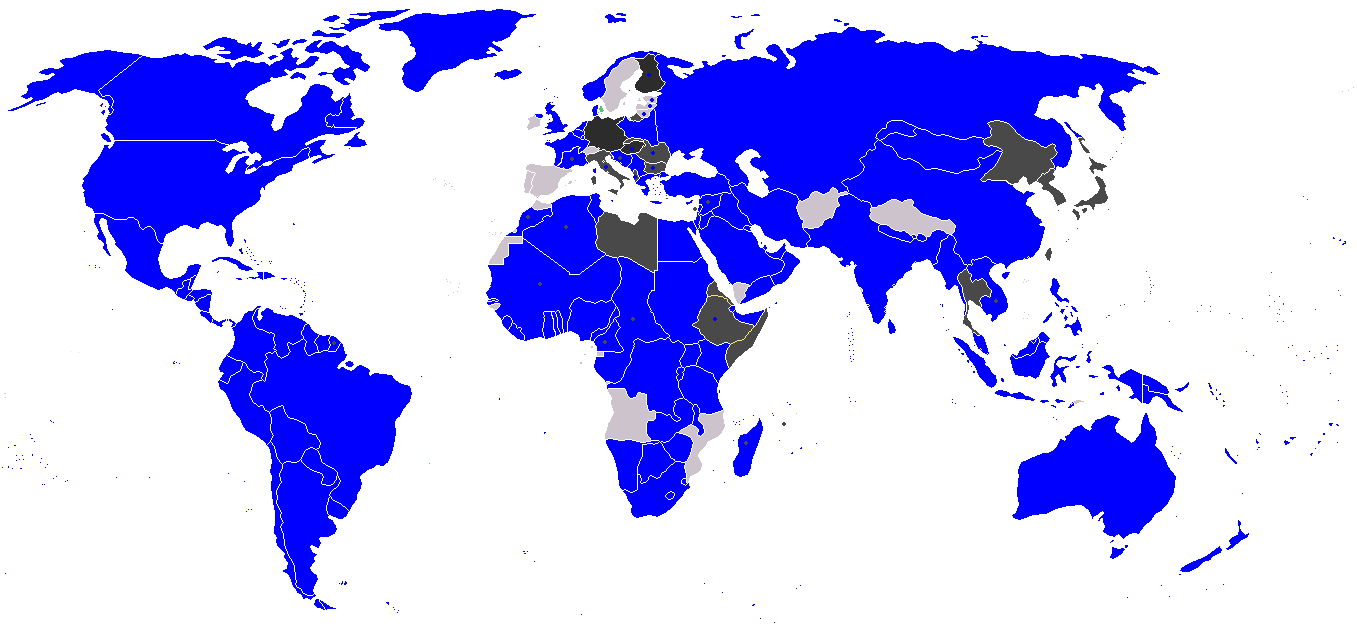
Harta celui de-al doilea Razboi Mondial

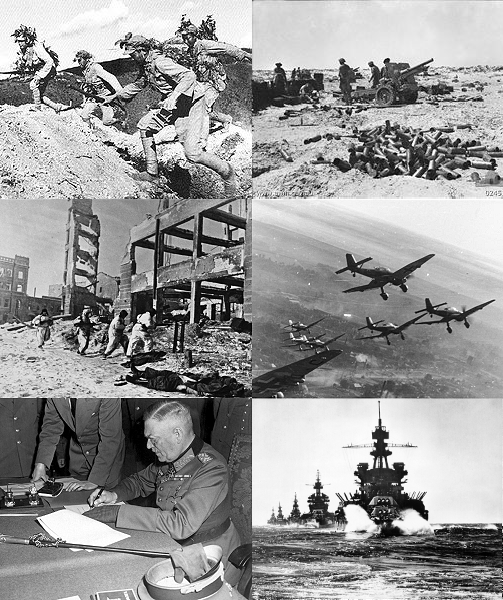
Colaj de poze din al doilea razboi mondial

Al Doilea Război Mondial a durat din 1939 până în 1945, fiind cel mai distructiv conflict militar din istorie și fiind singurul în care au fost utilizate arme atomice, fiind un adevărat război total de uzură. 
Germania Nazistă a fost responsabilă pentru genociduri, cel mai notabil fiind Holocaustul, pentru uciderea a 6 milioane de evrei și al altor milioane de victime străine ucise în operațiuni militare. Germania este considerată  drept responsabilă  pentru declanșarea războiului în Europa datorită pretențiilor teritoriale ale lui Adolf Hitler conform conceptului fundamental al geopoliticii clasice germane "Lebensraum".  Germania  fusese anterior dezavantajată de condițiile dure impuse de puterile învingătoare, efectiv falimentand-o. Hitler, carismatic, naționalist și populist, a obținut încrederea și susținerea populației germane, dobândind puterea prin mijloace democratice și ajungând să instaureze un regim totalitar. A extins și dezvoltat Reich-ul german prin anexarea teritoriilor din Europa Centrală, Africa și Europa Vestică. 
Între timp, în Uniunea Sovietică, pentru a-și consolida puterea și regimul totalitar, Iosif Stalin efectua epurări, genocide, execuții la scară largă și deportări, iar politicile sale brutale au dus la foamete  încât  zeci de milioane de sovietici au fost uciși. Inițial fiind într-o stare de înțelegere, cele două mari puteri au ajuns să se confrunte pentru supremația asupra estului Europei. 
În același timp, Italia aspiră să refacă vechiul Imperiu Roman și a devenit părtaș la atrocitățile comise de germanii naziști. 
În extremul orient, în urmă  agresivității de care a dat dovadă Imperiul Japonez în campaniile militare de expansiune și masacre,  America i-a tăiat aprovizionarea cu combustibili.  Japonezii, pentru a se răzbună, au comis atacul de la Pearl Harbour, ceea ce a determinat America  să iasă din neutralitate și să intervină, războiul, inițial european, devenind global.  
Intervenția Americii și întărirea alianței acesteia dintre Marea Britanie și Uniunea Sovietică au dus la înfrângerea  puterilor Axei.
În urmă celui de-al doilea război mondial, cel de-al treilea Reich German a fost desființat, iar Germania divizată în două state separate, Imperiul Japonez și-a pierdut toate teritoriile în urmă confruntărilor crâncene și celor două bombardamente nucleare de la Hiroshima și Nagasaki efectuate de americani, multe state europene participante la război au fost eliberate de americani, cât și de sovietici de sub regimurile fasciste asociate cu Germania Nazistă, iar Franța și Imperiul Britanic și-au pierdut imperiile coloniale datorită distrugerilor, costurilor imense și emancipării mișcărilor pentru decolonizare. 
Tabăra Aliaților, la conducerea președintelui Franklin Roosevelt, Winston Churchill și Iosif Stalin, a ieșit victorioasă din război și și-a permis să împartă sferele de influență în perioada postbelică. 
Statele Unite ale Americii și-au asigurat poziția de superputere globală, alături de Uniunea Sovietică ce i-a devenit  superputerea rivală, ambele luptând în următoarele decenii pentru supremația globală. 
În Orientul extrem, după anihilarea Imperiului Japonez, o nouă putere lua amploare, Republica Populară Chineză, care din păcate avea să comită mai multe agresiuni și masacre decât Imperiul Japonez. Asta în vreme ce Uniunea Sovietică a implementat conducerea socialistă în Europa de Est.  
Instituții mondiale ca Organizația Națiunilor Unite au fost create pentru a colectiviza afacerile internaționale, cu scopul explicit de a preveni declanșarea unui alt război mondial. Războiul a comis multe distrugeri, dar a contribuit și la progresul tehnologic enorm ce vor avea efect profund în timp de pace, precum apariția vehiculelor aeriene de mare viteză, penicilină, energia nucleară și  calculatoarele electronice.

### Al Treilea Război Mondial

#### Războiul Rece(1947-1991 )

Harta razboiului rece

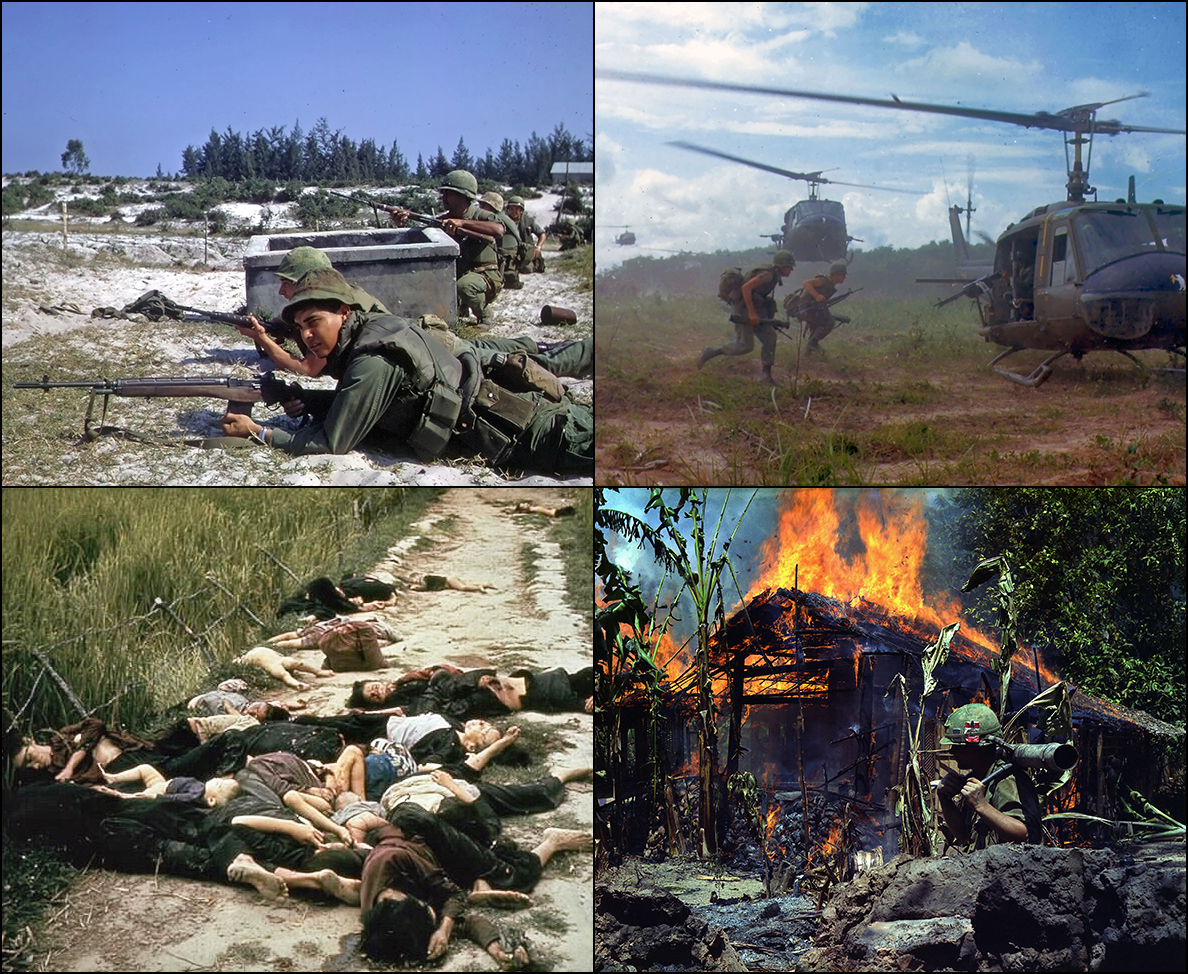
Colaj cu secvente ale razboiului din Vietnam

Termenul de Al Treilea Război Mondial  este o noțiune care desemnează un eventual război global, care ar urmă să fie purtat la scară globală și care ar avea loc ca o continuare a celui de-al Doilea Război Mondial. Acest presupus război a fost anticipat și plănuit în perioada Războiului Rece de autorități civile și militare din mai multe țări și, de asemenea, este un subiect foarte des întâlnit în literatură de ficțiune. Se presupune că se vor folosi arme atomice care vor duce la distrugerea Pământului. În perioada conflictului dintre Statele Unite și Uniunea Sovietică, denumit generic Războiul Rece, se credea că este posibil ca al Treilea Război Mondial să izbucnească din cauza rivalităților dintre aceste două superputeri. 
Datorită distrugerii reciproce asigurate, un al Treilea Război Mondial în care s-ar folosi arme nucleare ar duce la distrugeri colosale.
Deși a fost în mare o stare generală de tensiune dintre SUA și URSS,  omenirea a fost martoră la declanșarea multor războaie distrugătoare în mai multe regiuni ale planetei în care s-au implicat direct sau indirect ambele superputeri în confruntări proxy. Nu s-a ajuns niciodată la o confruntare directă, existând doar momente ce încingeau tensiunile dintre cele două superputeri, cum a fost criza rachetelor din Cuba disputata  dintre președintele american John F. Kennedy și liderul sovietic Nikita Hrusciov și rezolvată pașnic după negocieri.
Cu toate astea, SUA și URSS s-au confruntat în mod indirect prin intermediari în războaie ca Războiul din Coreea (1950–1953), Criza Berlinului din 1961, Criza Suezului (1962), Războiul din Vietnam (1959–1975), Războiul de Iom Kippur (1973), Războiul Afgano-Sovietic (1979–1989), doborârea cursei KAL 007 (1983) și exercițiul militar NATO „Able Archer” (1983)  și multe alte războaie civile din Africa de după decolonizare și colapsul imperiului colonial britanic și al celui francez. 
Europa a fost împărțită în două părți, linia de marcație fiind cortina de fier, culminată cu Zidul Berlinului, Europa de Vest, aflându-se în sfera SUA, considerată drept blocul de vest, lumea întâi sau lumea liberă care era alcătuită din state dezvoltate,  și  Europa de Est aflată în sfera URSS, cunoscută ca blocul de est, lumea a două  sau gulagul socialist, alcătuită din state în curs de dezvoltare. 
Lumea a treia era alcătuită din state subdezvoltate, state nealiniate  sau statele extra-europene, unele dintre ele fiind aliatele Americii (precum Japonia, Coreea de Sud, Australia, Canada, Turcia, Arabia Saudită, Mexic, Brazilia), altele fiind aliatele Uniunii Sovietice (China, Vietnam, Coreea de Nord, Cuba). 
SUA a căutat să-și impună dominația prin extinderea pieței libere, globalizare, instaurarea regimurilor democratice  și capitalizare. URSS și-a impus dominația prin susținerea mișcărilor ideologice marxiste în multe state promițând progres și bunăstare  prin intervenționism și etatism în defavoarea nerespectării drepturilor fundamentale ale omului precum dreptul la proprietate și presă liberă. 
Concurența a devenit acerbă în cursa înarmărilor  cât și în cursa spațială pentru primul pas pe Lună, competiție câștigată de SUA. Un rol important l-au jucat serviciile secrete, confruntându-se, în primul rând, cele americane (CIA, NSA) cu KGB-ul sovietic. Au fost implicate, însă, și serviciile secrete vest-europene (britanice, vest-germane, franceze, italiene, etc.) și est-europene (Securitatea, STASI, etc.). Denumirea de „Război Rece” mai provine și din faptul că a fost purtat între foștii aliați din războiul împotriva regimului totalitar nazist. Din punct de vedere al mijloacelor utilizate, Războiul Rece a fost un conflict în care s-au utilizat presiunea diplomatică, militară, economică, ajutorul pe scară largă pentru statele-client, manevrele diplomatice, spionajul, curse ale înarmărilor convenționale și nucleare, coaliții militare, rivalitate la evenimentele sportive, competiție tehnologică, campanii masive de propagandă, asasinatul, operațiunile militare de intensitate mică și iminența unui război pe scară mare.
La mijlocul anilor 1980, conducerea sovietică a lui Mihail Gorbaciov din URSS a introdus reformele de liberalizare, presat de cererile de independență națională a sateliților sovietici din estul Europei, cât și de faliment. Ronald Reagan a initiat Inițiativa Strategică de Apărare pentru crearea unui scut antirachetă nordamerican împotriva atacurilor cu rachete balistice intercontinentale lansate de un stat inamic, în special de Uniunea Sovietică, pe care o considera un imperiu al răului.   
După lunga dictatura a lui Mao Zedong, care a comis atrocități prin Marele Salt Înainte sau Revoluția Culturală, China și-a început procesul de liberalizare sub Deng Xiaoping, menținând însă regimul comunist la conducere. 
Războiul Rece s-a atenuat odată cu prăbușirea regimurilor comuniste din Europa Centrală și de Est , urmată, doi ani mai târziu, în decembrie 1991, și de destrămarea Uniunii Sovietice și crearea Federației Ruse  și dobândirea independenței a multor state. Statele central-europene și est-europene (care, timp de patru decenii, se aflaseră sub dominația sovieticǎ), s-au democratizat și au ales să se integreze în NATO și Uniunea Europeană. Lumea care a rămas este dominată de o singură superputere, SUA. Această situație este, de regulă, descrisă drept hegemonie globală a SUA într-o lume unipolară, deși unii autori consideră că lumea actuală este multipolară.
După douǎ decenii de destindere a relațiilor americano-ruse, urmatǎ, în 2008, de rǎcirea relațiilor diplomatice - consecință a rǎzboiului din Georgia - și, mai ales, pe fondul crizei din Ucraina, tensiunile, ostilitățile și rivalitǎțile anterioare dintre cele două puteri s-au acutizat, astfel că, în 2014, a reizbucnit Războiul Rece între Statele Unite ale Americii/ statele membre ale Uniunii Europene/ Organizației Tratatului Atlanticului de Nord și Federația Rusă  și aliații acesteia. Acest rǎzboi este cunoscut în Mass-Media ca "Războiul Rece 2.0". însă, spre deosebire de Războiul Rece anterior, de această dată, Germania reunificată are un rol geopolitic major în Europa. 
În 2018, SUA a impus tarife produselor fabricate în China, declanșând un război comercial.

#### Războiul împotriva terorismului(2001-prezent)

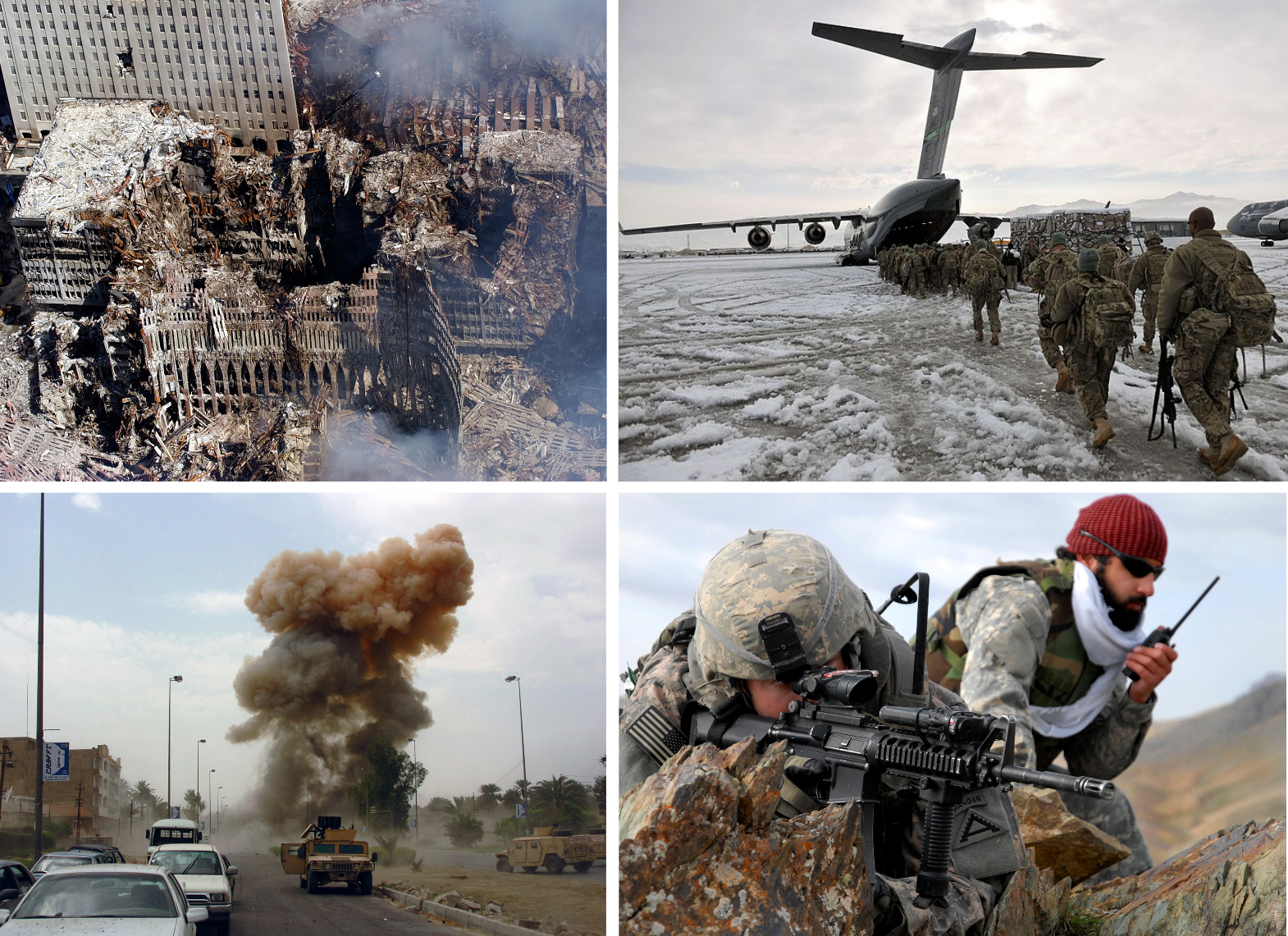
Colaj de poze din razboiul impotriva terorismului

Indexul global privind atentatele teroriste

Războiul împotriva terorismului, cunoscut și sub numele de Războiul global al terorismului, este o campanie militară asimetrică internațională lansată de guvernul Statelor Unite și administrația prezidențială a lui George W. Bush jr. după atacurile teroriste de la New York din 11 septembrie 2001 efectuate de rețeaua teroristă al-Qaeda, coordonate de Osama bin Laden. 
SUA și coaliția națiunilor anti-terorism au condus operațiuni în Afganistan  distrugând taberele al-Qaeda și înlăturând regimul taliban, precum și în nord-vestul Pakistanului în căutarea autorului atentatelor, Osama Bin Laden, fiind căutat și ucis abia după 10 ani. 
Între timp, sub acuzația că ar fi deținut arme chimice, regimul dictatorului Saddam Hussein a fost înlăturat de la putere din Irak în urma intervenției militare dusă de SUA și au fost desfășurate primele alegeri democratice. 
În ciuda eforturilor de democratizare și menținere a păcii de către trupele americane, insurgențele din Irak cât și din Afganistan n-au făcut decât să prelungească războiul.  În 2011, Primăvară Arabă a fost declanșată în mai multe state din Orientul Apropiat și Mijlociu, regimuri dictatoriale fiind înlăturate. În Siria însă, regimul lui Bashar al-Assad a continuat să reziste rebelilor, finanțați de administrația americană prezidențială a lui Barack Obama. O nouă grupare teroristă și-a făcut apariția, Statul Islamic al Irakului și Levantului, anexand teritorii din Irak și Siria, proclamându-se califat. 
Teroriști ISIS  au comis masacre și atrocități în Siria și Irak, ceea ce a determinat populațiile acestora să se refugieze în Europa. În marile orașe europene, mai ales la Paris, Londra, Berlin, Barcelona și Bruxelles  adepții grupării ISIS și islamici radicali au comis atentate sângeroase.  
SUA și Rusia au desfășurat atacuri aeriene împotriva țintelor ISIS din Siria și Irak, Statul Islamic fiind anihilat, iar teritoriile Irakului și Siriei fiind eliberate. 
SUA sub administrația președinților Obama și Trump au condus operațiuni militare pentru combaterea terorismului în Nigeria, Irak, Afganistan, Somalia, Pakistan, Libia, Egipt și Yemen, dar și în Siria împotriva regimului Assad când a utilizat arme chimice asupra populației civile din tabăra opozantă. 
Războiul continuă și în prezent.

## Statistici
| Eveniment                       | Estimǎri minime privind victimele estimate | Estimǎri maxime privind victimele estimate | Locul  | Început   | Încheierea   | Durata (ani) | Beligeranți | Beligeranți |
| ------------------------------- | ------------------------------------------ | ------------------------------------------ | ------ | --------- | ------------ | ------------ | --- | --- |
| Primul Război Mondial           | 15,000,000                                 | 65,000,000                                 | Global | 1914      | 1918         | 4            | Antanta: Belgia · Serbia · Franța · Imperiul Rus (pânǎ la 1918) · Imperiul Britanic · Italia (din aprilie 1915) · India Britanică · Canada · Australia · Noua Zeelandă · Uniunea Africii de Sud · Statele Unite ale Americii (din 1917) · Imperiul Japonez · Portugalia (din martie 1916) · Regatul României (August 1916 – Mai 1918) · Grecia (from June 1917) · Principatul Albaniei · Brazilia (from October 1917) · Armenia (din mai 1918) · Thailanda · Republica Chineză (din 1917) · | Puterile Centrale: Austro-Ungaria · Imperiul German · Imperiul Otoman · Regatul Bulgariei · |
| Al Doilea Război Mondial        | 40,000,000                                 | 85,000,000                                 | Global | 1939      | 1945         | 6            | Aliații: · Polonia · Australia · Franța · Noua Zeelandă · Imperiul Britanic · Uniunea Africii de Sud · Canada · India Britanică · Czechoslovakia (Cehoslovacia) · Republica Chineză · Norvegia · Belgia · Danemarca · Luxemburg · Țările de Jos · Franța Liberǎ · Grecia · Iugoslavia · Uniunea Sovieticǎ · Panama · Costa Rica · Republica Dominicană · El Salvador · Haiti · Honduras · Nicaragua · Statele Unite ale Americii · Guatemala · Cuba · Filipine · Mexic · Etiopia · Irak · Bolivia · Columbia · Iran · Liberia · Peru · Italia · Romania · Bulgaria · Albania · Ecuador · Paraguay · Uruguay · Venezuela · Turcia · Egipt · Liban · Siria · Arabia Sauditǎ · Argentina · Chile | Axa: · Germania · Regatul Italiei (1940–1944) · Ungaria · Imperiul Japonez · Bulgaria (1940–1944) · Croația · Romania (1941–1944) ·                                                                                             |
| Războiul Rece                   | 22,345,162                                 | +94,000,000                                | Global | 1947/2014 | 1991/prezent | 44/+4        | Statele Unite ale Americii · Organizația Tratatului Atlanticului de Nord · Regatul Unit · Franța · Italia · Olanda · Belgia · Luxemburg · Germania · Spania · Grecia · Turcia · Austria · Portugalia · Norvegia · Suedia · Finlanda · Coreea de Sud · Arabia Sauditǎ · Canada · Japonia · Australia · Ecuador · Paraguay · Uruguay · Venezuela · Noua Zeelandă · Taiwan · Israel · | Uniunea Sovieticǎ · China · Rusia · Cuba · Vietnam · Coreea de Nord · Republica Democrată Germană · Polonia · Ungaria · Cehoslovacia · Slovenia · Bulgaria · Romania · Iugoslavia · Siria · Egipt · Laos · Angola · Cambodgia · |
| Războiul împotriva terorismului | 272,000                                    | 1,260,000                                  | Global | 2001      | prezent      | 17           | Coaliția internațională anti-terorism · Organizația Tratatului Atlanticului de Nord · Statele Unite ale Americii · Russia · China · Regatul Unit · Franța · Argentina · Brazilia · Mexic · Africa de Sud · India · Irak · Afghanistan · Italia · Olanda · Belgia · Danemarca · Luxemburg · Germania · Spania · Grecia · Turcia · Austria · Portugalia · Norvegia · Suedia · Finlanda · Coreea de Sud · Canada · Japonia · Australia · Noua Zeelandă · Pakistan · Israel · Polonia · Ungaria · Cehia · Slovenia · Bulgaria · Armenia · Thailanda · Romania · Egipt · Nigeria · Irak · Siria ·                                                                                                  | Grupǎrile teroriste Al-Qaida ISIS Taliban |